# Panchlora erronea
Panchlora erronea es una especie de cucaracha del género Panchlora, familia Blaberidae. Fue descrita científicamente por Saussure en 1870.

## Distribución
Habita en Brasil.